# Hercostomus rollei
Hercostomus rollei är en tvåvingeart som beskrevs av Octave Parent 1941. Hercostomus rollei ingår i släktet Hercostomus och familjen styltflugor.
Artens utbredningsområde är Taiwan. Inga underarter finns listade i Catalogue of Life.